# Sulfuro de polifenileno

Sulfuro de polifenileno

El sulfuro de polifenileno (PPS) es un polímero orgánico que consiste en anillos aromáticos unidos por sulfuros. La fibra sintética y los textiles derivados de este polímero resisten el ataque químico y térmico. PPS se utiliza en tela filtrante para calderas de carbón, fieltros para fabricación de papel, aislamiento eléctrico, condensadores de película, membranas especiales, juntas y empaquetaduras. PPS es el precursor de un polímero conductor de la familia de polímeros de varillas semiflexibles. El PPS, que de otro modo es aislante, se puede convertir a la forma semiconductora mediante oxidación o uso de dopantes.
El sulfuro de polifenileno es un plástico de ingeniería, comúnmente utilizado hoy en día como un termoplástico de alto rendimiento. Los PPS se pueden moldear, extruir o mecanizar con tolerancias estrictas. En su forma sólida pura, puede ser de color blanco opaco a marrón claro. La temperatura máxima de servicio es de 218 °C (424 °F). No se ha encontrado que el PPS se disuelva en ningún disolvente a temperaturas inferiores a aproximadamente 200 °C (392 °F). 
Una manera fácil de identificar el compuesto es por el sonido metálico que hace cuando es golpeado.

## Características

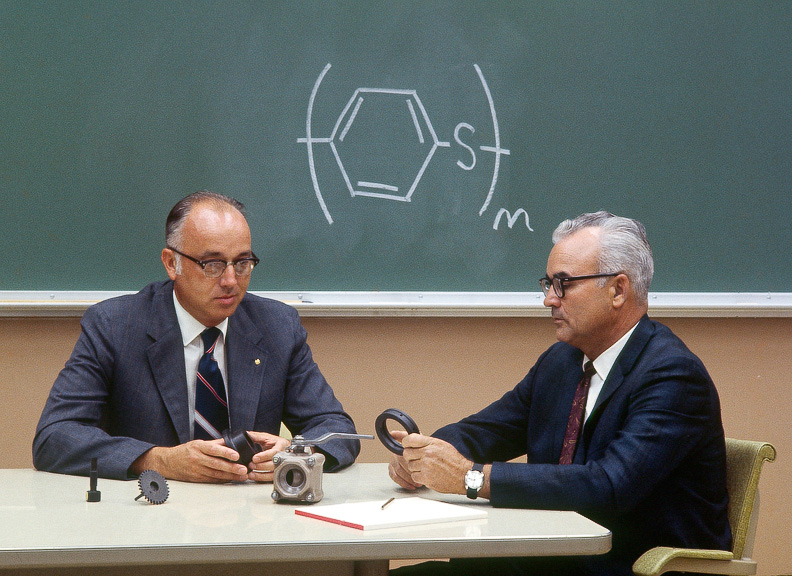
Inventores Dr. H. Wayne Hill Jr. & Mr. James T. Edmonds

PPS es uno de los polímeros termoplásticos de alta temperatura más importantes porque exhibe una serie de propiedades deseables. Estas propiedades incluyen resistencia al calor, ácidos, álcalis, moho, blanqueadores, envejecimiento, luz solar y abrasión. Absorbe solo pequeñas cantidades de solventes y resiste el teñido.

## Producción
El polímero PPS (sulfuro de polifenileno) se forma por reacción de sulfuro de sodio con p-diclorobenceno:
ClC6H4Cl + Na2S → 1/n [C6H4S]n + 2 NaCl